# Kwandakwensizwa Mngonyama
Kwandakwensizwa Ishmael Mngonyama (Durban, 25 settembre 1993) è un calciatore sudafricano, difensore o centrocampista dell'AmaZulu.

## Carriera

### Club
Ha sempre giocato nella massima serie sudafricana.

### Nazionale
Ha esordito in Nazionale nel 2015 per poi essere convocato per le olimpiadi nel 2016.